# Álvaro Lins Cavalcanti
Álvaro Lins Cavalcanti, ou apenas Álvaro Lins, (Pedra Branca, 14 de dezembro de 1920 – local não informado, 20 de junho de 1995) foi um advogado e político brasileiro, outrora deputado federal pelo Ceará.

## Dados biográficos
Filho de Francisco Vieira Cavalcanti e Maria do Carmo Lins Cavalcanti. Advogado formado pela Universidade Federal do Ceará em 1944, exerceu a profissão em Senador Pompeu antes de eleger-se deputado estadual via PSP em 1947 e 1950. Procurador da Secretaria de Agricultura do Ceará desde 1953, venceu a eleição para deputado federal em 1954 e 1958. Mudou para o PTB e figurou como primeiro suplente em 1962, sendo efetivado  após a renúncia de Antônio Jucá no ano seguinte, pois este era também primeiro suplente do falecido senador Carlos Jereissati.
Membro fundador e depois presidente da Casa do Ceará em Brasília, ingressou no MDB quando o Regime Militar de 1964 impôs o bipartidarismo no ano seguinte. Reeleito deputado federal em 1966 e 1970, saiu da política ao final do mandato parlamentar.